# Sempervivum kosaninii
Sempervivum kosaninii ist eine Pflanzenart aus der Gattung der Hauswurzen (Sempervivum) in der Familie der Dickblattgewächse (Crassulaceae).

## Beschreibung

### Vegetative Merkmale
Sempervivum kosaninii wächst als dichte, flache, offene Rosettenpflanze mit einem Durchmesser von 6 bis 8 Zentimeter. Ihre kräftigen beblätterten Ausläufer sind bis zu 12 Zentimeter lang und tragen kräftige Ableger. Die verkehrt lanzettlichen, kurz spitz zulaufenden Laubblätter sind dicht drüsig-flaumhaarig. Sie sind dunkelgrün mit einer purpurfarbenen Spitze und einer weißen Basis. Die Blattspreite ist etwa 30 Millimeter lang und 9 Millimeter breit. Der Blattrand ist mit Wimpern besetzt, die doppelt so lang wie die normale Flaumbehaarung sind.

### Generative Merkmale
Der kräftige Blütentrieb erreicht eine Länge von 15 bis 20 Zentimeter. Er trägt kurz drüsig-flaumhaarige, im oberen Teil rot gefärbte Blätter, die etwas länger und schmaler als diejenigen der Blattrosette sind. Die 12- bis 14-zähligen Blüten weisen einen Durchmesser von 2 bis 3 Zentimeter auf. Ihre linealisch-lanzettlichen, etwas spitzen, 7 bis 9 Millimeter langen Kelchblätter sind auf einer Länge von bis zu 5 Millimeter miteinander verwachsen. Die linealischen, spitz zulaufenden Kronblätter weisen eine Länge von 10 bis 12 Millimeter auf. Innen sind sie rötlich purpurfarben, außen grünlich mit schmalen weißen Rändern. Die Staubfäden sind purpurfarben, die Staubbeutel hellrot und der pfriemliche Griffel ist etwas purpurfarben. Die gerundeten, zusammenfließenden Nektarschüppchen sind grün.
Die Blütezeit ist Juli.

### Genetik
Die Chromosomenzahl beträgt {\displaystyle 2n=68}.

## Systematik und Verbreitung
Sempervivum kosaninii ist in Mazedonien auf Kalkstein in Höhen von 1800 bis 2000 Metern verbreitet.
Die Erstbeschreibung durch Robert Lloyd Praeger wurde 1930 veröffentlicht.
Die Artbezeichnung ehrt den serbischen Botaniker und Professor in Belgrad, Nedelyko Košanin (1874–1934).

## Nachweise